# Bajus
Bajus település Franciaországban, Pas-de-Calais megyében. Lakosainak száma 358 fő (2022. január 1.). Bajus La Comté, Magnicourt-en-Comte, La Thieuloye és Diéval községekkel határos.

## Népesség
A település népességének változása:
| Lakosok száma | 367  | 371  | 374  | 365  | 362  | 366  | 363  | 360  | 358  |
|               | 2013 | 2015 | 2016 | 2017 | 2018 | 2019 | 2020 | 2021 | 2022 |